# Before the Dawn
“Before the Dawn”은 잉글랜드의 싱어송라이터 케이트 부시의 콘서트이다. 2014년 런던의 해머스미스 아폴로에서 22회의 공연이 진행되었다. 1979년 이후 35년 만에 이루어진 부시의 콘서트로 2016년 11월 동명의 라이브 음반이 발매됐다.

## 배경 및 제작

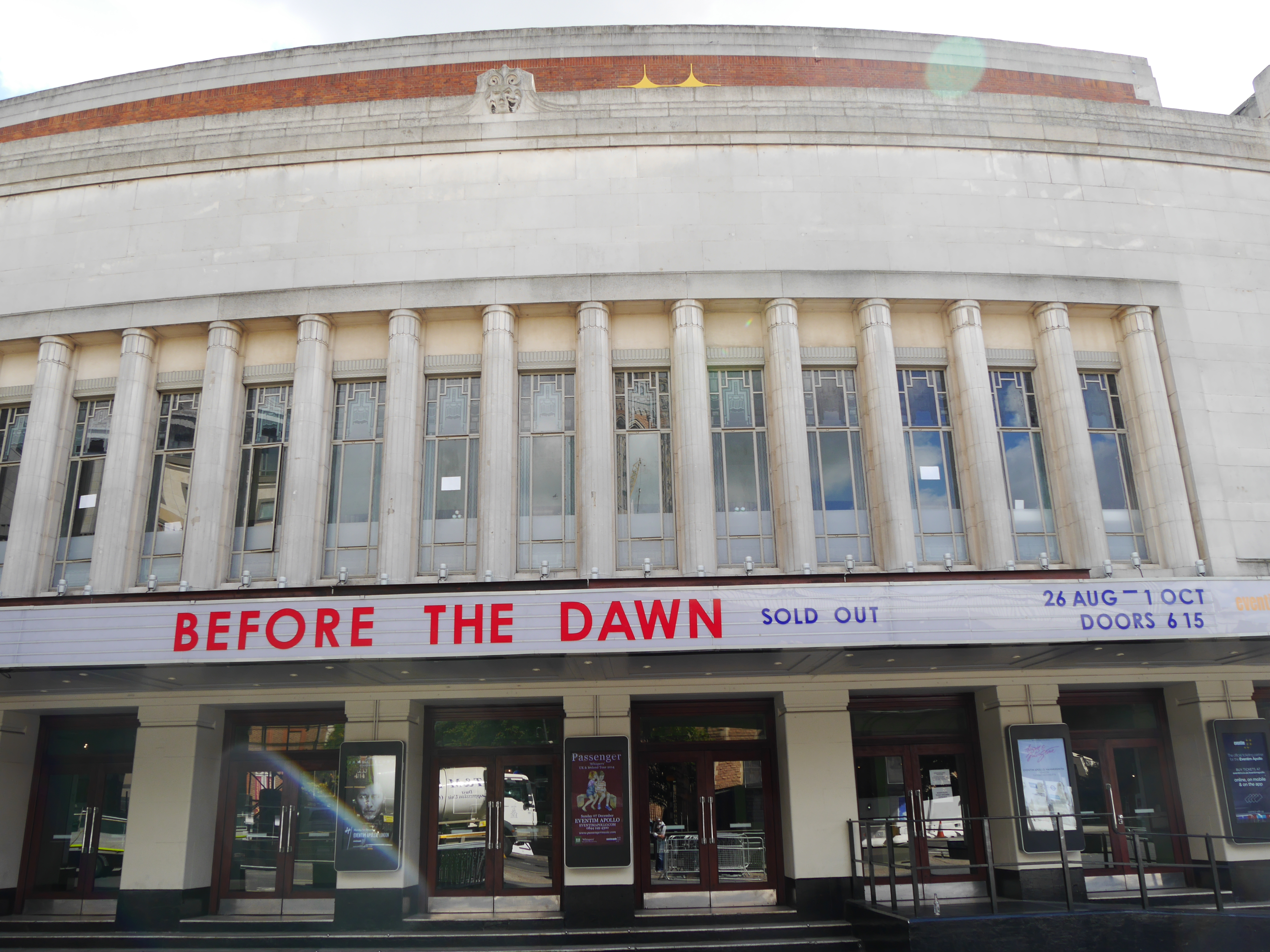
부시가 마지막 콘서트 공연을 한 곳이자 “Before the Dawn”의 공연 장소인 해머스미스 아폴로의 모습

케이트 부시는 1979년 각각 첫 두 장의 정규 음반 “The Kick Inside”와 “Lionheart”에 수록된 곡으로 “The Tour of Life”라는 이름의 콘서트 투어를 진행하였다. 투어의 마지막 공연은 1979년 5월 14일 해머스미스 오데온에서 열렸으며, 부시의 마지막 공연은 2002년 핑크 플로이드의 데이비드 길모어와 함께 로열 페스티벌 홀에서 ‘Comfortably Numb’을 부른 것이 되었다. 가디언은 부시가 공연을 하지 않는데에 부시가 비행을 하는 것을 좋아하지 않는다는 점과 본질적으로 "침묵과 고독 속에서 일어나는 창조적인 충동으로 오랜 시간 동안 작업을 하는 것을 선호"한다는 점을 언급하였다. 이후 2014년 인디펜던트와의 인터뷰에서 부시는 당시의 계획이 음반 두 장 몫의 작품을 만들고 다른 공연을 계획하는 것이었으나, 짧은 작품이라도 많은 작업을 요하기 때문에 "라이브 공연을 하는 예술가가 아닌 영상을 볼 수 있는 음악가"가 되는 것으로 방향을 틀었다고 밝혔다.

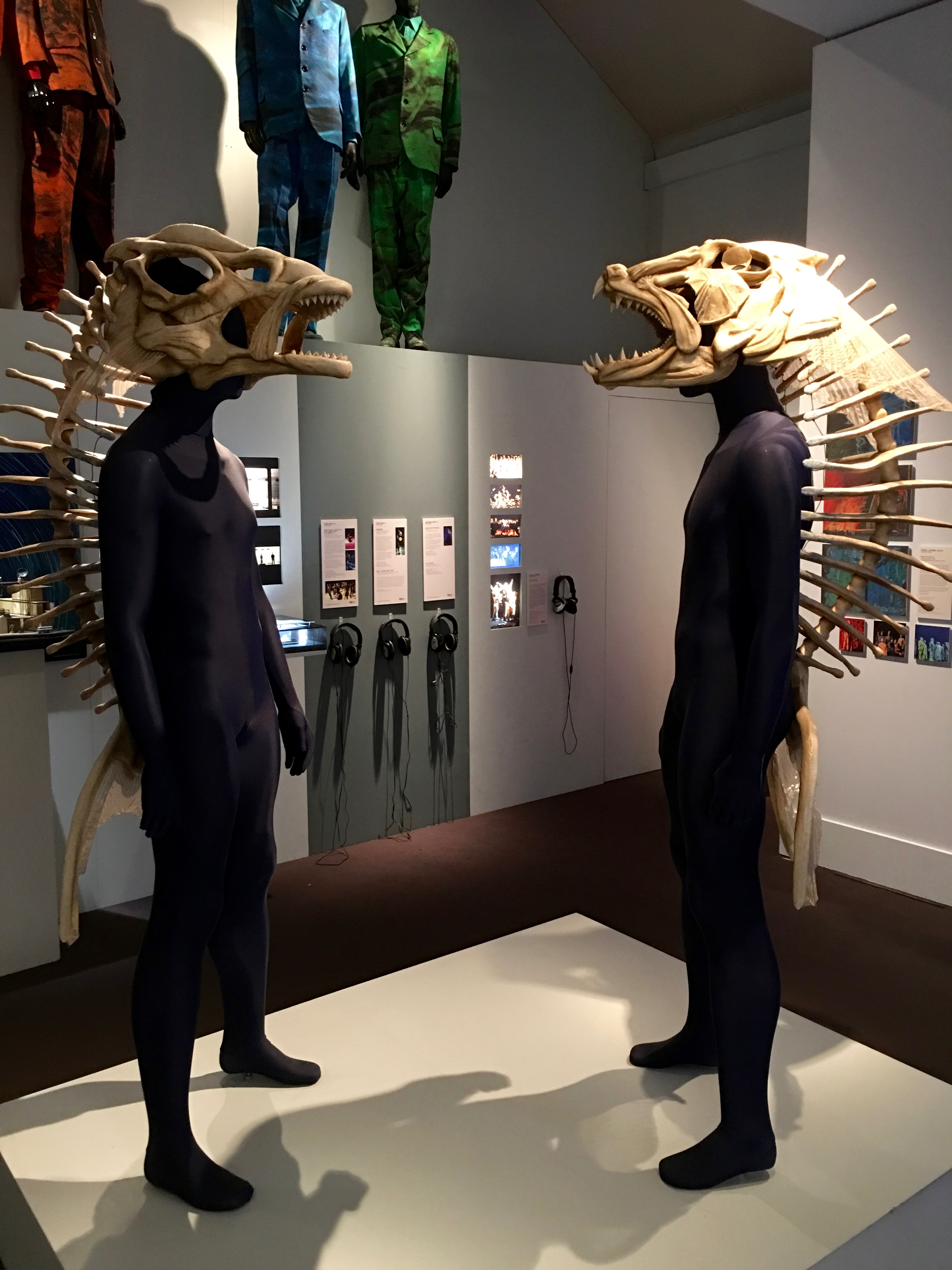
공연에 사용된 복장

부시는 2014년 3월 21일 자신의 공식 웹사이트에 8월과 9월 라이브 공연을 하게 된다고 밝혔다. 이후 5일이 지난 26일 공연에 대한 뜨거운 반응으로 일곱 번의 공연을 추가로 공연한다고 공개하였다. 추가 공연에도 불구하고 티켓은 판매가 시작 된지 15분이 채 되지 않은 짧은 시간에 매진되었다.

## 세트 리스트
1부
1. ‘Lily’
2. ‘Hounds of Love’
3. ‘Joanni’
4. ‘Top of the City’
5. ‘Running Up That Hill (A Deal with God)’
6. ‘King of the Mountain’

The Ninth Wave
1. Video Interlude – ‘And Dream of Sheep’
2. ‘Under Ice’
3. ‘Waking the Witch’
4. ‘Watching You Without Me’
5. ‘Jig of Life’
6. ‘Hello Earth’
7. ‘The Morning Fog’

2부
A Sky of Honey
1. ‘Prelude’
2. ‘Prologue’
3. ‘An Architect's Dream’
4. ‘The Painter's Link’
5. ‘Sunset’
6. ‘Aerial Tal’
7. ‘Somewhere in Between’
8. ‘Tawny Moon’
9. ‘Nocturn’
10. ‘Aerial’

앙코르
1. ‘Among Angels’
2. ‘Cloudbusting’

출처:

## 공연 일정
| 날짜            | 도시 | 국가     | 장소                     |
| --------------- | ---- | -------- | ------------------------ |
| 2014년 8월 26일 | 런던 | 잉글랜드 | 이벤팀 아폴로 해머스미스 |
| 2014년 8월 27일 | 런던 | 잉글랜드 | 이벤팀 아폴로 해머스미스 |
| 2014년 8월 29일 | 런던 | 잉글랜드 | 이벤팀 아폴로 해머스미스 |
| 2014년 8월 30일 | 런던 | 잉글랜드 | 이벤팀 아폴로 해머스미스 |
| 2014년 9월 2일  | 런던 | 잉글랜드 | 이벤팀 아폴로 해머스미스 |
| 2014년 9월 3일  | 런던 | 잉글랜드 | 이벤팀 아폴로 해머스미스 |
| 2014년 9월 5일  | 런던 | 잉글랜드 | 이벤팀 아폴로 해머스미스 |
| 2014년 9월 6일  | 런던 | 잉글랜드 | 이벤팀 아폴로 해머스미스 |
| 2014년 9월 9일  | 런던 | 잉글랜드 | 이벤팀 아폴로 해머스미스 |
| 2014년 9월 10일 | 런던 | 잉글랜드 | 이벤팀 아폴로 해머스미스 |
| 2014년 9월 12일 | 런던 | 잉글랜드 | 이벤팀 아폴로 해머스미스 |
| 2014년 9월 13일 | 런던 | 잉글랜드 | 이벤팀 아폴로 해머스미스 |
| 2014년 9월 16일 | 런던 | 잉글랜드 | 이벤팀 아폴로 해머스미스 |
| 2014년 9월 17일 | 런던 | 잉글랜드 | 이벤팀 아폴로 해머스미스 |
| 2014년 9월 19일 | 런던 | 잉글랜드 | 이벤팀 아폴로 해머스미스 |
| 2014년 9월 20일 | 런던 | 잉글랜드 | 이벤팀 아폴로 해머스미스 |
| 2014년 9월 23일 | 런던 | 잉글랜드 | 이벤팀 아폴로 해머스미스 |
| 2014년 9월 24일 | 런던 | 잉글랜드 | 이벤팀 아폴로 해머스미스 |
| 2014년 9월 26일 | 런던 | 잉글랜드 | 이벤팀 아폴로 해머스미스 |
| 2014년 9월 27일 | 런던 | 잉글랜드 | 이벤팀 아폴로 해머스미스 |
| 2014년 9월 30일 | 런던 | 잉글랜드 | 이벤팀 아폴로 해머스미스 |
| 2014년 10월 1일 | 런던 | 잉글랜드 | 이벤팀 아폴로 해머스미스 |

## 참여진
크레딧은 “Before the Dawn”의 라이너 노트와 공연의 엔딩 크레딧에서 발췌하였다.
| - 케이트 부시 – 보컬, 프로듀서, 피아노 - 데이비드 로즈 – 기타 - 프리드리크 카르들손 – 기타, 부주키, 차랑고 - 존 기블린 – 베이스 기타, 더블 베이스 - 존 캐린 – 키보드, 기타, 보컬, 프로그래밍 - 케빈 맥알레아 – 키보드, 아코디언, 일리언 파이프 - 오마르 하킴 – 드럼 - 미노 시넬루 – 타악기 - 앨버트 매킨토시 – 코러스, 아들 역, 화가 역 - 조 세르비 – 코러스, 위치파인더 역 - 밥 함스 – 코러스, 아버지 역 - 샌드라 마빈 – 코러스 - 자키 뒤보아 – 코러스 - 벤 톰슨 – 파도의 경, 테소로 역 - 스튜어트 앤젤 – 파도의 경, 화가의 수습생 역 - 크리스천 제너 – 블랙버드의 영혼 역 - 션 마야트 – 조연 배우 - 리처드 부스 – 조연 배우 - 에밀리 쿠퍼 – 조연 배우 - 레인 폴 스튜어트 – 조연 배우 - 샬롯 윌리엄스 – 조연 배우 - 케이트 부시 – 감독 - 아드리언 노블 – 감독 - 앨버트 매킨토시 – 크리에이티브 어드바이저 - 마크 헨더슨 – 조명 디자이너 - 딕 버드 – 세트 디자이너 - 존 드리스콜 – 영상 디자이너 - 브리지트 라이펜슈툴 – 의상 디자이너 - 션 윌리엄스 – 동선 감독 - 바실 트위스트 – 파도 모양 디자인 - 폴 키에브 – 일루셔니스트 | - 데이비드 타라스케빅스 – 투어 감독 - 킬리 마이어스 – 프로덕션 검독 - 조지 싱클레어 – 투어 감독 보조 - 사이먼 말로 – 프로덕션 매니저 - 조지 킹 – 프로덕션 코디네이터 - 리처드 "웨즈" 웨어링 – 스테이지 기술 매니저 - 댄 쉽튼 – 스테이지 매니저 - 샤론 홉든 – 쇼 스텝 - 나사탸 드삼파요 – 의상 관리 책임자 - 케리 해리스 – 의상 보조 - 돔 드라이버 – 프로덕션 심부름꾼 - 그렉 월시 – 사운드 디자이너, FOH 디자이너 - 이언 뉴튼 – 모니터 엔지니어 - 스티븐 W. 테일러 – 케이트 보컬 감독 - 다비드 롬바르디 – FOH 사운드 엔지니어, 시스템 엔지니어 - 바즈 팀스 – 스테이지 기술 - 데이비 윌리엄스 – 서라운드 시스템 엔지니어 - 제임스 드루 – 사운드 FX 컨설턴트 - 이언 실베스터 – 녹음물 보존 - 짐 존스 – 녹음물 관리자 - 크리스 로슨 – 기타 및 베이스 테크니션 - 모턴 "터보" 토브로 – 키보드 및 기타 테크니션 - 스티브 그레이 – 드럼 및 타악기 테크니션 |